# Martin Mair
Martin Mair (též Mayr) († 1481) byl německý humanista a právník, který působil jako rádce a diplomat Jiřího z Poděbrad.

## Původ a kariéra
Mair pocházel pravděpodobně z Heidelbergu, kde studoval humanistické vědy, práva a teologii. Během studií se stýkal s Řehořem z Heimburka a Eneem Silviem Piccolominim. V roce 1449 se stal městským písařem v Norimberku. V této funkci získal pověst obratného diplomata, takže o jeho služby začala jevit zájem světská i duchovní knížata včetně samotného císaře Fridricha III. Roku 1455 se stal kancléřem arcibiskupství mohučského, 1459 vstoupil do služeb landshutsko-bavorského vévody Ludvíka. Současně pracoval Mair pro císaře na plánu sjednocení Svaté říše římské, Fridricha III. však nepovažoval za osobnost, která by byla schopná se tak velkého úkolu zhostit. Navrhoval proto, aby císaři po boku stál koadjutor. Jedním z pretendentů na tuto funkci se podle něho měl stát český král Jiří z Poděbrad. Třebaže pro tuto myšlenku získal i některá říšská knížata, k jejímu uskutečnění nedošlo.

## Ve službách českého krále
S českým králem Jiřím z Poděbrad se Martin Mair setkal v Chebu v roce 1459 a stal se na dva následující roky také jeho rádcem. Podílel se na vypracování projektu, jenž měl mezinárodně zabezpečit český stát v katolické Evropě a zmírnit nebezpečí, jež pro kališnické Čechy představovala papežská kurie za pontifikátu Pia II. Ve sporech mezi kališnickými Čechy a papežem stál Mair stejně jako vévoda Ludvík na straně Jiřího z Poděbrad, a dokonce vypracoval návrh, jak znepřátelené strany usmířit. Později se od krále odvrátil. V roce 1467 sice ještě na říšském sněmu v Řezně vybízel knížata, aby se snažila zprostředkovat mezi Jiřím a papežskou kurií jednání, ovšem s tím, že se česká strana musí ve všem papeži podrobit. Roku 1469 se přidal již zcela na stranu odpůrců Jiřího z Poděbrad a na jednání dalšího řezenského sněmu vyzval jeho účastníky k boji proti kacířům.